# Symfonie nr. 6 (Hanson)
Howard Hanson componeerde zijn Symfonie nr. 6 in 1967.
In 1967 vierde het New York Philharmonic (toen met Leonard Bernstein als dirigent) haar 185-jarig jubileum. Alhoewel de romantische muziek tot al uit de mode was, gunde het orkest de eer toch aan Hanson om een werk voor het orkest te componeren. Aan de muziek is te horen dat Hanson zijn muziek heeft aangepast aan de modernere tijd zonder zijn eigen idioom te verloochenen.
Hanson was van Zweedse afkomst en dat is in deze symfonie goed te horen. De muziek heeft veel weg van een symfonie van Jean Sibelius. Net als zijn 1e symfonie zou een bijtitel "Noords" niet misstaan. Tegelijkertijd zijn Amerikaanse invloeden ook hoorbaar; het is zijn meest percussieve symfonie, gelijkend op bijvoorbeeld het werk van Aaron Copland.

## Delen
Hanson koos een voor hem opmerkelijke setting; een zesdelig werk wijkt af van wat gebruikelijk was in de romantiek (vier delen); hijzelf was er trots op, dat hij erin slaagde het thema in alle zes de delen terug te laten komen:
1. Andante;
2. Allegro scherzando;
3. Adagio;
4. Allegro assai;
5. Adagio;
6. Allegro.

Hanson leidde zelf de première in New York.

## Bron en discografie
- Uitgave Delos International 3092; Seattle Symphony o.l.v. Gerard Schwarz.